# ディーン・デュボア
ディーン・デュボア（Dean DeBlois, 1970年6月7日 - ）は、カナダの映画監督、脚本家、アニメーター。

## 来歴
1980年代末からカナダのアニメThe Raccoonsにアニメーターとして係わり、キャリアをスタートさせる。1990年代末にはディズニー映画にも係わり、2002年にクリス・サンダースと共に『リロ・アンド・スティッチ』を監督し、高い評価を得る。2007年にはシガー・ロスのHeimaで、初めてドキュメンタリー映画を手掛けることになる。2010年には再びサンダースと組んでドリームワークス・アニメの『ヒックとドラゴン』を監督し、成功を収めている。

## フィルモグラフィ
| 年   | 題名                                                                     | 役割                                   |
| ---- | ------------------------------------------------------------------------ | -------------------------------------- |
| 1989 | The Raccoons                                                             | 助アニメーター                         |
| 1990 | Teddy Bears' Picnic                                                      | アニメーター                           |
| 1990 | The Nutcracker Prince                                                    | 助アニメーター・レイアウトアーティスト |
| 1994 | おやゆび姫 サンベリーナ Thumbelina                                       | レイアウトアーティスト                 |
| 1994 | A Troll in Central Park                                                  | レイアウトアーティスト                 |
| 1998 | ムーラン Mulan                                                           | ヘッドライター                         |
| 2001 | アトランティス 失われた帝国 Atlantis: The Lost Empire                    | ストーリーアーティスト                 |
| 2002 | リロ・アンド・スティッチ Lilo & Stitch                                   | 監督・脚本                             |
| 2007 | HEIMA 故郷 Heima                                                         | 監督                                   |
| 2010 | ヒックとドラゴン How to Train Your Dragon                                | 監督・脚本                             |
| 2010 | Go Quiet                                                                 | 監督                                   |
| 2014 | ヒックとドラゴン2 How to Train Your Dragon 2                             | 監督・脚本・製作総指揮                 |
| 2019 | ヒックとドラゴン 聖地への冒険 How to Train Your Dragon: The Hidden World | 監督・脚本・製作総指揮                 |
| 2024 | 野生の島のロズ The Wild Robot                                            | 製作総指揮                             |
| 2025 | ヒックとドラゴン How to Train Your Dragon                                | 監督・脚本                             |